# Łazy Dębowieckie
Łazy Dębowieckie – wieś w Polsce położona w województwie podkarpackim, w powiecie jasielskim, w gminie Dębowiec.
| SIMC    | Nazwa      | Rodzaj    |
| ------- | ---------- | --------- |
| 0348252 | Mastejówka | część wsi |

W miejscowości znajduje się kaplica dojazdowa pod wezwaniem Matki Bożej Królowej Polski należąca do parafii Świętego Bartłomieja Apostoła w Dębowcu.
W Łazach Dębowieckich urodził się Józef Budziak (1935-1989, nauczyciel historyk).
W latach 1975–1998 miejscowość administracyjnie należała do województwa krośnieńskiego.

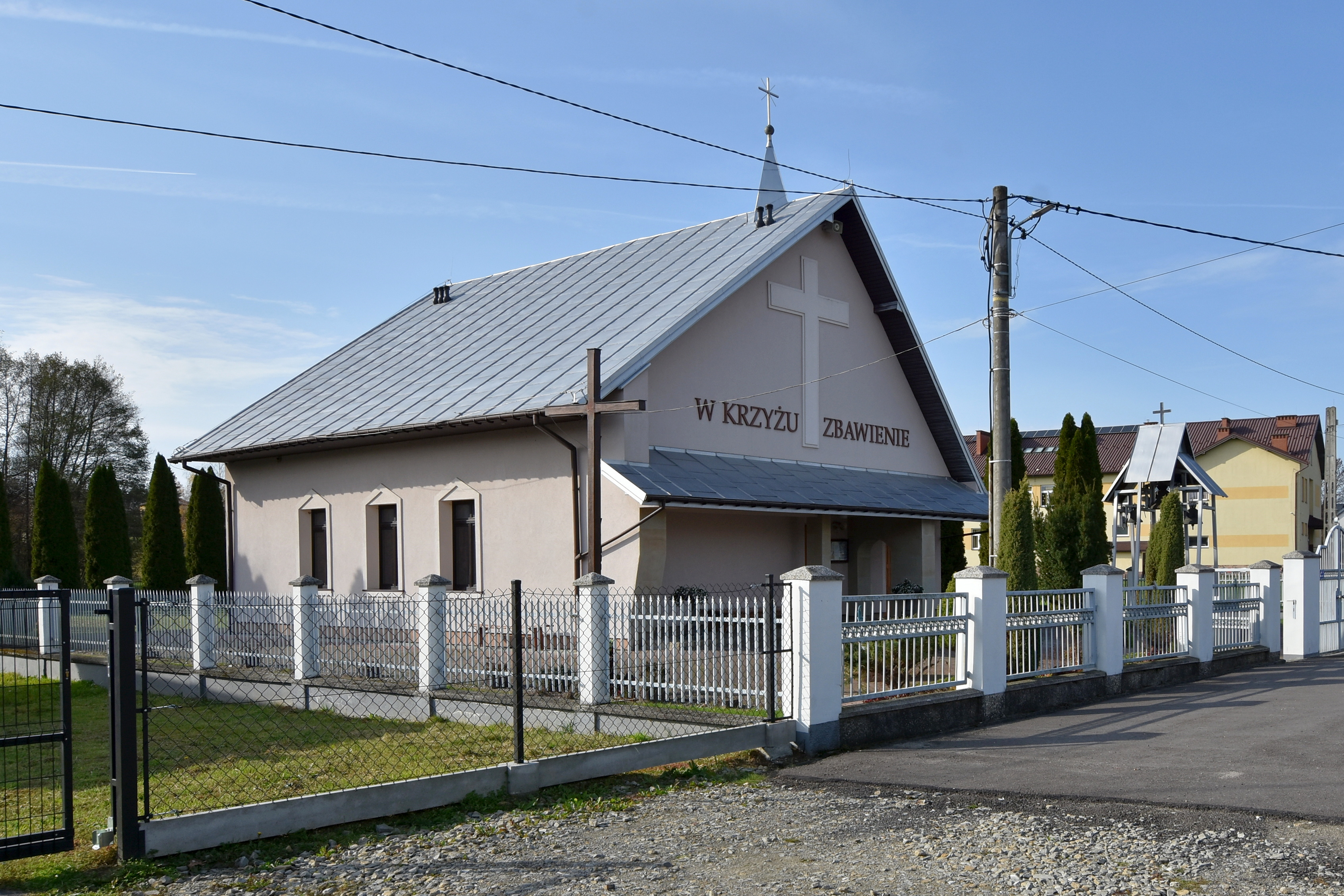
Kościół filialny
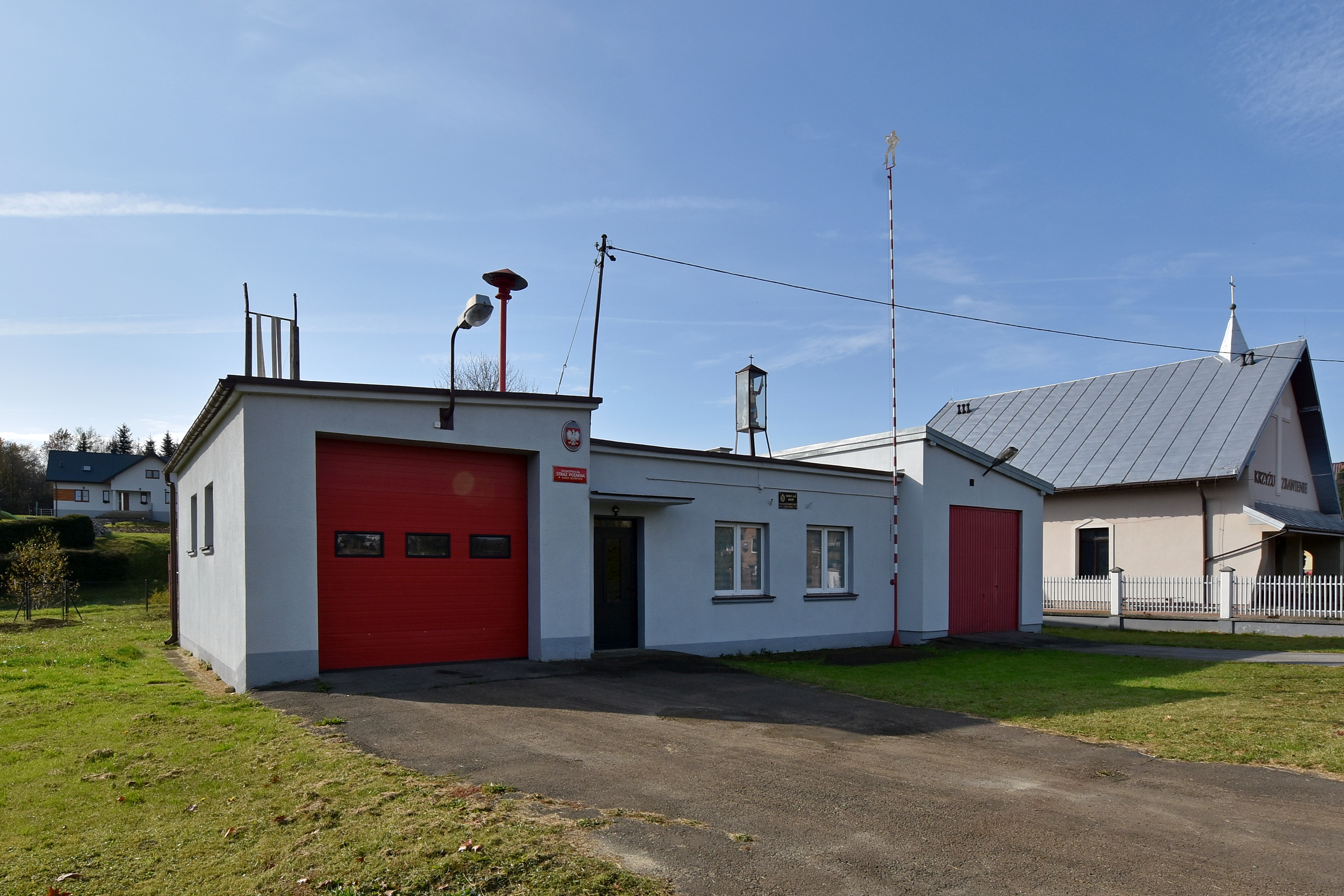
Remiza strażacka